# Müller
O sobrenome alemão Müller ou Mueller significa moleiro em português e tem sua origem como um nome ocupacional, que denota um empregado ou um proprietário de um moinho, onde os grãos eram moídos até se converterem em farinha. Este sobrenome, em suas variantes, Miller, Möller,Myller e Millner, foi um dos nomes mais populares em toda a Europa desde os tempos medievais. Este fato não é surpreendente, já que estes nomes indicam uma das profissões mais antigas. Na Idade Média o dono do moinho tornou-se a figura central em sua comunidade, onde o pão era o alimento principal. Os agricultores levavam suas colheitas de grãos ao moinho para serem, posteriormente, comercializadas. As primeiras formas do nome Müller foram baseadas no equivalente latino “Molinarius”. Referências históricas fazem menção a um “Heinrich in molendino”, quem viveu em 1292 em Oberried, perto de Freiburg. Em todos os casos, nas formas inglesas e alemãs deste sobrenome, têm antigos registros. Em lendas medievais de Robin Hood, aparece um personagem chamado Much, filho de Miller. Existem registros de que em 1282 um cavaleiro chamado Conrad von Husen, também chamado Miller, viveu em Swabia.
Na Alemanha, a forma mais antiga deste sobrenome é Müllner. Em 1222 registros fazem menção de um Conrad Mulnere, que morou em Öhringen. Em 1290, um pescador de Konstana era conhecido como Ruodolf dictus an der Müli e, em 1357, um Walther in der Müli foi mencionado em documentos de Tiengen, por Waldshut.

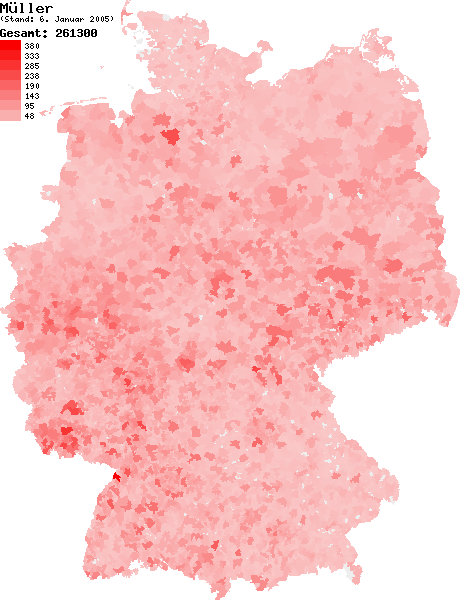
Distribuição do sobrenome Müller na Alemanha.

Rudolph Guido Willy MÖLLER antes da segunda guerra se estabeleceu em Belém Pará vindo de Hamburg. Com a eclosão da Guerra, ele voltou para a Alemanha levando esposa e três filhas. Durante a guerra nasceram mais dois filhos. Antes do final da Guerra, ele retorna em definitivo para Belém com toda a família.  Se torna um grande comerciante de castanha do Pará,  navegação, veículos sendo o primeiro representante da Volkswagen em Belém. Também atuou na pecuária e foi Consul Honorário da Alemanha até o seu falecimento.

## Müller no Brasil
A primeira vinda oficial da família Müller ao Brasil ocorreu a bordo do veleiro Argus em 1824, com Peter Müller.
Outro registro importante ocorreu em 1828. Em abril deste ano imigrantes da família Müller saíram de Greimersburg, do vale do Mosela, Região do Rio Reno, (ou Eifel) perto de Colônia – via Rio Reno – até Amsterdam, na Holanda. Tiveram direito a trazer somente 117 quilos de carga no navio. Chegaram ao Rio de Janeiro em agosto de 1828.
No Rio de Janeiro foram encaminhados para Niterói, para regularizar documentação. Maria Leopoldina, filha do imperador Francisco I da Áustria, protetora dos imigrantes alemães havia falecido em dezembro de 1826, e o destino dos Müller não era mais São Leopoldo, no RS conforme havia sido combinado, mas uma província de Santa Catarina, entre Lages e a capital, pois os índios estavam roubando a carne que vinha do planalto à capital.
Em outubro de 1828 embarcam no Rio de Janeiro no brigue Bergantim Marquês de Vianna e chegam a Florianópolis no dia 12 de novembro de 1828, sendo alojados no quartel do exército no Campo do Manejo, (hoje Instituto Estadual de Educação).
Em 14 de abril de 1829 estes então entram definitivamente em São Pedro de Alcântara.
Há diversos outros registros da família Müller no Brasil e hoje a existência de descendentes se alastra por todas as regiões do país, sendo predominante nas regiões Sul e Sudeste.
No sul, para a Colônia Alemã de São Leopoldo, destinou-se a família Von Mühlen originária de Quirnbach, Rheinland-Pfalz, Alemanha. Os imigrantes que formavam a família eram Johann Jacob von Mühlen, Karoline Hellriegel, sua segunda esposa, os filhos do primeiro casamento Johann Jacob, Johann Nikolas, Peter e Maria Elisabeth von Mühlen mais os netos Karl Jakob e Jakob, filhos de Maria Elisabeth. Embarcaram no navio Fortune em 23 de Dezembro de 1827, que aportou em 30 de março de 1828 no Rio de Janeiro. Do Rio, a família Von Mühlen embarcou no General Abreu com destino a Alegre. Chegaram e foram registrados na colônia de São Leopoldo em 26 de Maio de 1828. Os irmãos Karl Jakob e Jakob Von Mühlen mudaram-se para São Francisco de Assis no ano de 1848, onde, após duas gerações, o sobrenome deturpou-se para Müller e Miller. 